# Рушничок (гурт)
Рушничок (англ. Rushnychok) — канадсько-український гурт, який функціонував протягом 1969—1980 років у Монреалі. Протягом 70-х років домінував на українській сцені у Канаді. Становлення гурту збіглося зі стрімким розвитком на північноамериканському континенті музики фолк-рокового напряму, що в поєднанні з вдалими та сучасними на той час канадськими інтерпретаціями старих українських пісень, сприяло його успіху серед молодого покоління української діаспори. Творчість гурту мала великий вплив на подальший розвиток української музичної культури Північної Америки, адже він був фундатором нового напряму в музичному мистецтві української діаспори — фолк-року, та став взірцем для наслідування для північноамериканських українських гуртів.

## Історія гурту
Гурт створився, коли батько одного з членів гурту Стефана Андрусяка англ. Steve Andrusiak попросив сина підібрати декількох друзів, щоби виступити на відкритті ресторану La Steppe, в якому він був співвласником. Інструментами гурту були акордеон, гітара, електричний бас і барабани, крім того робився акцент на багатоголоссі. Назва гурту походить від Пісні про рушник на слова Малишка. На початку 70-х років гурт активно гастролює у Канаді та США. Важливою компонентою гурту була його презентація — учасники виступали на сценах, що були оформлені традиційною українською атрибутикою, у стилізованих національних строях, які кілька разів змінювали впродовж концерту, мали перев'язані вишитими рушниками стояки мікрофонів під час виступу. У 1973р гурт видав першу платівку із записами українських пісень, яка мала феноменальний успіх — продаж понад 10 тисяч зразків. Кілька років поспіль ця платівка була на першому місці за кількістю проданих копій серед альбомів української музики.
В окуповану Україну платівки та записи потрапляли нелегально, оскільки багато текстів були «антирадянськими» за змістом. Крім того, учасники гурту відкрито викривали порушення прав людини в СРСР.
Гурт виконував не лише популярну в канадській діаспорі музику, а й створював нові оригінальні композиції на слова самих учасників гурту, а також поета Бориса Будного (англ. Borys Budny).

## Учасники гурту
- Андрій Гарасимович (Andriy Harasymovycz) — гітара, вокал (помер 26 червня 2019[3])
- Євген Осідач (Eugene Osidacz) — акордеон, вокал
- Юрко Штик (George Shtyk) — бас-гітара, вокал
- Стефан Андрусяк (Steve Andrusiak) — барабани, вокал (помер 5 вересня 2023[9][10][11])

## Дискографія
- Rushnychok I (1973)
- Rushnychok II (1974)
- Rushnychok III (1976)
- Rushnychok IV (1977)
- Rushnychok V (1980)

## Визнання
- В 1988 році Рушничок отримав 2 нагороди за внесок в українську індустрію звукозапису від Contemporary Ukrainian Music Awards у Едмонтоні[8].
- У вересні 2008-го року на Montreal Ukrainian Festival Рушничок був відзначений за подвижницьку роботу з підтримки доброго імені української спільноти.
- В 1995-be році OMNI TV зробило півгодинний документальний фільм про Рушничок[12].
- в 2015-му році Рушничок був відзначений Father Jean (scholarships) Foundation за службу українській громаді Монреалю[3].